# Karel Kapoun (profesor)
Karel Kapoun (28. října 1939 Polička – 8. září 1999 Sicílie, Itálie) byl český fyzik a vysokoškolský učitel, v letech 1997 až 1999 děkan Pedagogické fakulty Ostravské univerzity (PdF OU). 

## Život
Narodil se v říjnu 1939 v Poličce. V letech 1957 až 1962 vystudoval fyziku na dnešní Masarykově univerzitě. Po studiu působil jako asistent na Katedře fyziky Vysoké školy báňské (VŠB-TUO). V roce 1971 se stal doktorem přírodních věd a v roce 1976 jak kandidátem věd (obor aplikovaná fyzika), tak docentem. Na VŠB-TUO pracoval do roku 1990. V letech 1991 až 1992 působil jako vedoucí Ústavu fyziky na Masarykově univerzitě, přičemž se na něm podílel na založení Slezské univerzity v Opavě. V roce 1993 byl jmenován profesorem pro obor fyzika plazmatu.
V letech 1992 až 1997 působil Kapoun na Jihočeské univerzitě v Českých Budějovicích než v roce 1997 začal působit na Katedře technické a pracovní výchovy Pedagogické fakulty Ostravské univerzity. Během svého působení na PdF OU navštěvoval kurz pedagogiky na Univerzitě Palackého v Olomouci. Jen několik měsíců poté, co Kapoun přešel na PdF OU, se rozhodl kandidovat na funkci děkana a následně jím byl zvolen. Ve funkci tak nahradil Rudolfa Bernatíka.
Během své kariéry absolvoval několik zahraničních stáží, jmenovitě například v americké Virginii, v Paříži, Lisabonu či Freiburgu. Karel Kapoun zemřel náhle dne 8. září 1999 na Sicílii. 